# Beatha Nishimwe
Beatha Nishimwe (sinh ngày 1 tháng 12 năm 1998) là một vận động viên chạy cự ly trung bình người Rwanda. Cô đã thi đấu trong 1500 mét tại Giải vô địch trong nhà thế giới IAAF 2016 mà không đủ điều kiện vào chung kết.

## Thành tích giải đấu
| Năm                 | Giải đấu                     | Địa điểm                | Thứ hạng            | Nội dung            | Chú thích           |
| Representing Rwanda | Representing Rwanda          | Representing Rwanda     | Representing Rwanda | Representing Rwanda | Representing Rwanda |
| ------------------- | ---------------------------- | ----------------------- | ------------------- | ------------------- | ------------------- |
| 2015                | African Junior Championships | Addis Ababa, Ethiopia   | 5th                 | 1500 m              | 4:40.49             |
| 2015                | African Youth Championships  | Réduit, Mauritius       | 1st                 | 1500 m              | 4:17.37             |
| 2015                | World Youth Championships    | Cali, Colombia          | 10th                | 1500 m              | 4:23.16             |
| 2016                | World Indoor Championships   | Portland, United States | 19th (h)            | 1500 m              | 4:19.39             |
| 2016                | African Championships        | Durban, South Africa    | 7th                 | 1500 m              | 4:08.75             |
| 2016                | World U20 Championships      | Bydgoszcz, Poland       | 6th                 | 1500 m              | 4:12.33             |
| 2018                | Commonwealth Games           | Gold Coast, Australia   | 17th (h)            | 1500 m              | 4:14.96             |
| 2018                | African Championships        | Asaba, Nigeria          | 8th                 | 1500 m              | 4:19.55             |

## Tốt nhất cá nhân
Ngoài trời
- 1500 mét - 4: 17,37 (Réduit 2015)

Trong nhà
- 1500 mét - 4: 19,39 (Portland 2016)